# Perquiman
Perquiman  /"land of beautiful women,"/, pleme ili banda Algonquian Indijanaca sa sjeverne obale Albemarle Sounda, na Perquimans riveru u Sjevernoj Karolini. Pripadali su široj, danas izumrloj skupini Weapemeoc. Njihovo ime očuvalo se u geografskim nazivima u Sjevernoj Karolini, a u njihovu čast okrug Perquimans (utemeljen 1668.) po njima je dobio ime.